# 趙民順
趙民順（1501年—？年），字敬孺，號方洲，四川省重慶府巴縣人，民籍。

## 生平
十月二十七日生，行二，治《易經》，由國子生中式嘉靖元年（1522年）壬午科四川鄉試第三十四名舉人，年三十二歲中式嘉靖十一年（1532年）壬辰科會試第三十八名，第三甲第八十二名進士。觀吏部政，授浙江鄞县知县，陞南京戶部主事。官至長沙府知府。

## 家族
曾祖趙子賢；祖趙啟，贈監察御史；父趙陽，教諭；前母晏氏；母張氏；繼母曾氏。具慶下。兄趙民宜（貢士），弟民式；民懷；民瞻；民憲。子趙逢辰。